# Grapsus
Grapsus Lamarck, 1801 è un genere di crostacei decapodi appartenenti alla famiglia Grapsidae.

## Tassonomia
In questo genere sono riconosciute otto specie:
- Grapsus adscencionis (Osbeck, 1765)
- Grapsus albolineatus Latreille in Milbert, 1812
- Grapsus fourmanoiri Crosnier, 1965
- Grapsus granulosus H. Milne Edwards, 1853
- Grapsus grapsus (Linnaeus, 1758)
- Grapsus intermedius De Man, 1888
- Grapsus longitarsus Dana, 1851
- Grapsus tenuicrustatus (Herbst, 1783)